# 共产主义

共產主義的標誌：鎚子與鐮刀

共產主義（拉丁語：communismus）是一种共享經濟結合集體主義的政治思想，主張消滅生产资料私有制，並建立一個各盡所能、各取所需的生产资料公有制，進行集體生產，以階級鬥爭建立无阶级的社会。在此一體系下，土地和資本財產為人民共同所有，而且貨幣和國家都会自然消亡。
在科學社会主義（馬克思主义以及其各流派）的生產方式理論中，它在发展上分三个阶段：
- 初级阶段是一個社會由原始邁向封建，再邁向資本主義。之後該社會在階級矛盾困境中開始觉醒，建成社会主义的阶段，即没收私有生产资料为国有化并为公有制社会的起步铺垫基础；
- 中期阶段是公有制社会战胜私有制世界的阶段。由于体现生產按比例協調發展的优势，馬克思稱為社會主義優越性[8]，能够极大地吸引了私有制社会裏的广大中下层人民，使社會主義能够在私有制世界的包围圈里得到蔓延与扩展從而不断突破、战胜，最终公有制世界完全代替私有制世界；
- 高级阶段是在社会主义更加稳定、拥有更高生产力的基础上开始步入社會主義后期阶段。生產方式理論的最後型態即是迈入共產主義社會阶段。当公有制世界得到持续稳定的发展后，共产自由世界形成雏形，那時世界上已經不再有阶级、国家和政府，政府的职能几乎被下放到社会的各领域里。通常所说的共产主义理想指最後的终极阶段，也就是共产主义的自由世界。[9]

按照马克思主义理论（歷史唯物主義），资本主义必将为共產主义所取代，这是不以人们的意志为转移的社会发展的历史规律。在現實中私有財產的驅動力導致人們拼命生產超過自身所需的產品以賺取利潤，因此隨著工業革命後各種機械自動化生產所帶來的高生產力，長期而言經濟生產不斷膨脹下，所需的人力將愈來愈少，而資產則不斷累積在社會中。在私有財產制度下絕大多數人口將會失業，僅有少數人暴富而逐漸失去平衡，因此社會若想繼續和平發展就必須逐漸進入共產主義，从而將工作量和產品統籌分配給各工作人口。除了為興趣而自願長期工作的人之外，基本上多數人可減少許多工作時間后，每个人都有机会自我发展个人素质。不過共产主义思想在实行上，需要人人有高度发达的集体主义精神和許多先進科技基礎，而这就要求社会生产力达到充分的发展和极度的发达。

## 定义
基于马克思与恩格斯的《德意志意识形态》一书可知，理论上实现马克思主义的目标是在社会生产力得到高度的发展后，绝大部分社会劳动力被完全的闲置下来，人们可以根据自己的意愿来通过提取社会的公共资源做自己想做的事情，也就是释放社会的劳动力来达到个人的自由生活、自由工作和自我发展的人民当家做主的权利。由于私有制社会里个人财产的不平等，导致了社会的不公平性而形成无法解决的社会矛盾；在私有制的体系裡由于绝大部分的个人财产十分有限，从而限制了个人的生活、工作与行动。因此人们对私有制社会分配形式的缺陷越来越感到明显，特别是社会生产力得到高度的发展后，绝大部分的人们仍旧得为钱而工作来囤积自己的私有财产，然后才能根据自己的财产来做自己想做的事，这种分配形式在社会生产力高度发展的社会里，体现了落后、僵化、不够文明的社会分配形式和社会管理方式。同时，随着社会生产力的不断提高，广大人民的意识形态也在不断的提升，人类社会需要不断的进步，将产生一个更合理、更人道、更文明的社会必然取代不平等、不公平社会的结果。
根据恩格斯的《共产主义原理》关于共产主义的解释是：「关于无产阶级解放条件的学说」。因此，共产主义的主体是无产阶级。在《共產黨宣言》的第二章無產者與共產黨人中，有提及過共產黨人的目標就是「消滅私有制」以達成共產化，並使社會均富，並避免一切對人民利益相左的事務，總而言之，共產主義就是主張透過消滅私有產權達成解放全人類的一種思想。

## 渊源

### 早期共產主義
早期的共产主义包括原始共產主義和空想社会主义。根据马克思理论，人類的原始社會也是共產主義社會。因為原始社會中，財產是共有的，每一人都為一個平等的貢獻者，為共同利益工作，並分享所有東西。恩格斯在《家庭、私有制和国家的起源》中，继承人类学家摩尔根的发现，系统地论述了人类历史早期的情况、私有制的起源和原始共产主义的消亡。
事实上，在十九世紀前，歐洲已經開始有構建平等社會的思想的萌生，也有不少描述理想社會的文學作品。但由於這段時期的共產主義思想比較純粹是對理想國度的追求而缺乏充分的科學性、且缺乏唯物主義元素，因此亦被稱為空想社會主義（或稱烏托邦主義）。与空想社會主義相对的则是科學社会主義，后者发生在近代。基督教亦是共产主义思想的源头之一。
的老师，自由主义学者米瑟斯：“从过去千百年来不断更新力量的基督教千禧年说，只需再迈出一步，便有了哲学千禧年说，即18世纪对基督教的理想主义解释；然后经由圣西门，黑格尔和魏特林，便有了马克思和列宁。”

### 發展和實踐
現代共產主義運動起源於十九世紀西歐的工人運動，以德國籍猶太裔學者卡爾·馬克思的理論為基礎，以各國共產黨或類似名稱的共產主義政黨為組織基礎，成為社會經濟發展滯後國家內部貧窮階層以暴力反抗不合理政治秩序的社會運動的主流，深刻地影響了人類社會在20世紀的內部衝突、動蕩以及大範圍的社會秩序重建。

#### 巴黎公社
巴黎公社运动被马克思主义者認為是最早的共產主義運動，它代表着集权统治突然丧失的真空状态。拿破仑的最终获胜，使得罗伯斯庇尔的追随者清晰的认识到，政治必须和军事结合才能实现。當左翼代表上帝宣布再次审判世界的时候，二十世纪整个前五六十年，也就成左翼運動崛起光輝起始里程碑。但有人認為它是無政府主義，也有人認為它是社會主義的早期實驗。馬克思認為它是對他的共產主義理論的一個有力證明，但马克思没有就共产主义和预言中的社会主义给出实际的解决方案。而俄羅斯無政府主義之父巴枯寧則主张是無政府主義，因為它既沒有依賴於一個先鋒隊，也沒有掌控國家或者企圖建立一個新的革命政府。
当时美国驻法国大使伊莱休·B·沃什伯恩的日记被历史学家大卫·麦卡洛的书《伟大旅程》大段引用，反共主义者以此說明公社社员是一帮“强盗、杀手和暴徒”：“我实在没有足够的时间来写出我的憎恶……（他们）威胁要毁灭巴黎，把所有人在投降之前烧死在废墟中”。事实上在战斗中，社员们放火烧掉了杜伊勒里宫、卢浮图书馆、市政厅、司法宫、警察府、王宫和很多其他地方，还有人去烧巴黎圣母院不过被扑灭了。从市政厅到法国银行的下水道被埋上地雷，当时在巴黎的英国人埃德温·蔡尔德（d. Edwin Child）写道：“女人都像疯虎一样，到处洒汽油，她们战斗时越是怒火旺盛就越光荣似的。”

#### 十月革命
1917年11月7日（俄儒略历10月25日），十月革命爆发，由列宁领导下的布尔什维克领导的武装政變，建立了苏维埃政权和由马克思主义政党领导的第一个社会主义国家。革命推翻了俄罗斯克伦斯基领导的俄国临时政府，在建政後激進、恐怖的政策引發俄國內戰，之後由布爾什維克領導的紅軍戰勝了与之执政理念相左的白軍及來自各個資本主義國家的干涉軍。1922年12月30日，由布爾什維克控制下的俄羅斯、烏克蘭、白俄羅斯和南高加索聯邦共同組成的蘇維埃社會主義共和國聯盟（簡稱蘇聯）成立。這次的革命被認為是共產主義的一次重大勝利，是二十世紀共產主義運動的序幕，觸發了此後共產主義運動在全球範圍的擴張，許多國家或地區的共產主義運動也因此得到了更多支持。也造成了共產主義國家和西方資本主義國家長達大半個世紀的對立。

## 各国革命与建设
共产主义在世界各地因各个国家的具体国情不同而形式多样，个别将生产资料部分私有化的国家被正统社会主义者和国家视为“修正主义”。在部分国家，一些共产主义政党仍然采用议会制方式获取政权并进行一定程度的共产主义改革。以下是各国的社会主义革命及其建设与改革：

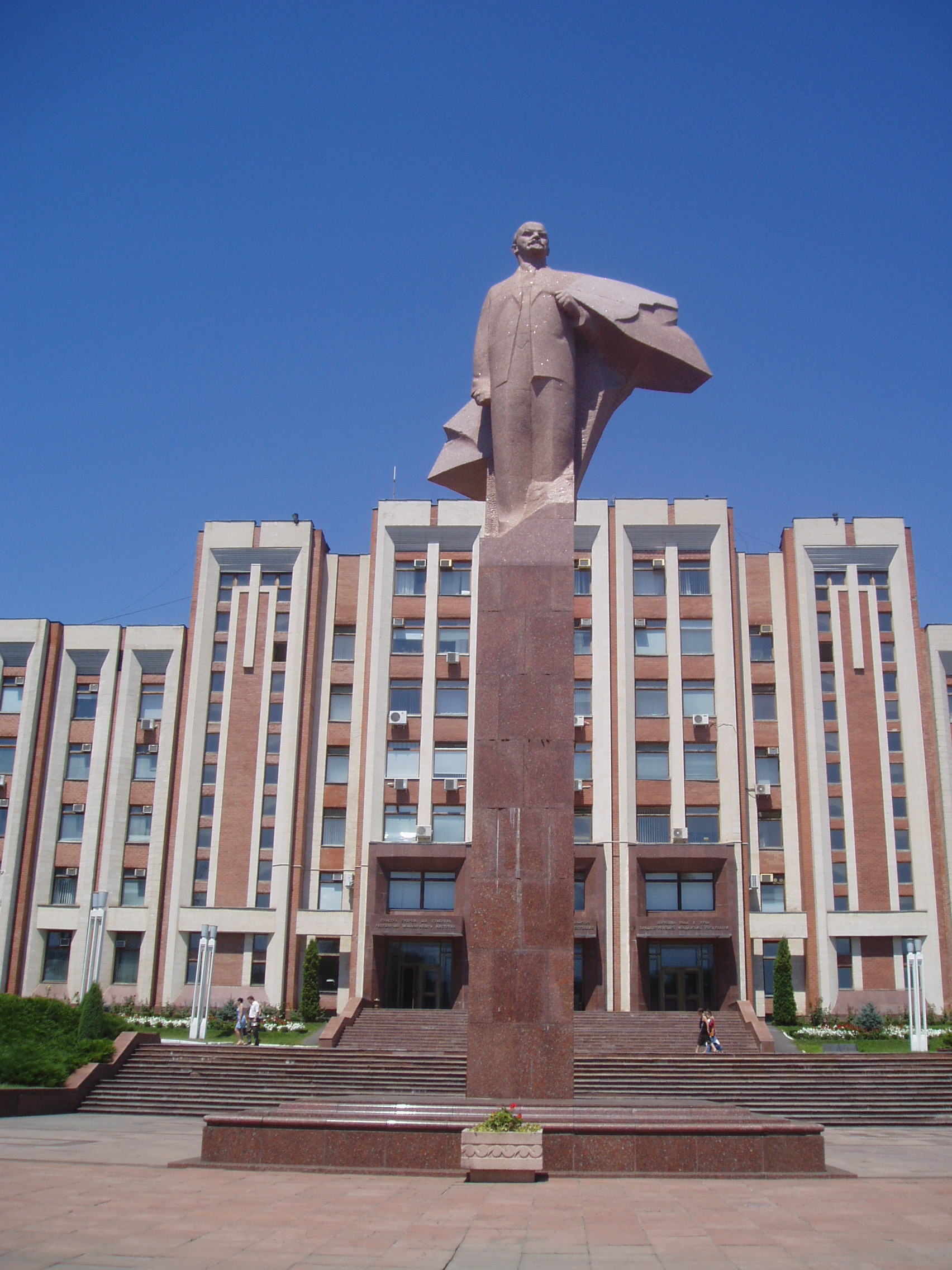
多數共產主義國家都是一黨專政的國家，因為多黨制被斯大林主义者认为是仅限于自由資本主義的競爭思維，而一党专政则打上了苏联式计划经济的烙印，影响了后来众多共产党国家

### 苏联和东欧
苏联诞生的马克思列宁主义和斯大林主义对当时世界上的共产主义运动产生了主导性影响，而东欧国家则在受苏联输出意识形态的同时结合本国的国情进行了相应的改造。

#### 列宁主义
列宁主义是列宁提出的馬克思主義理論。共产主义者一般将马克思主义和列宁主义并称为马克思列宁主义，被广泛认为是马克思主义的一种继承和发展。
列宁认为并非只有发达资本主义社会才能实现共产主义，其他社会形态也可能实现共产主义。他提出了社会主义这一夹在资本主义与共产主义之间的社会形态，并认为社会主义是共产主义的早期阶段。列宁主义受到了布朗基主义和俄国民粹派的很大影响，这使得其相对于经典的馬克思主義有一定程度的威权主义倾向。布朗基是十九世纪法国秘密社团领导人，第一国际内的暴力革命派，巴黎公社的军事领袖。布朗基主义的要义是坚信：不管生产力的发展处于什么水平，只凭革命暴力就可以创造出一个没有剥削、没有压迫的新世界。而且布朗基主义也认为可以由少数人作为“先锋队”进行密谋而统领多数人进行社会主义革命。20世纪初发展的列宁主义，主张通过实行民主集中制的先锋队领导工人进行暴力革命的手段，武装夺取政权。

#### 托洛茨基主义
托洛茨基主義是托洛茨基基於馬克思主義、列寧主義，所提出的理論。托洛茨基自視為布爾什維克列寧主義者、正統馬克思主義的擁護者，主張建立列寧式的無產階級先鋒隊政黨。托洛茨基主義是对列宁主义的发展和繼承，其政治信條與斯大林主義、毛澤東主義有很大的不同，認為一个国家因物質基礎問題不能建成社会主义，因而有必要在世界範圍內進行永久革命。托洛茨基主义也主张在无产阶级专政下无产阶级应当具有相应的民主制度，例如工人民主、普选权、新闻自由、对生产资料的民主管理等等，而以斯大林主義為指導的苏联、东欧等国则被视为“畸形的官僚工人国家”。托洛茨基主義因為對國際主義等原則的堅持而被認為是馬克思主義中的左翼。全世界有數目眾多的團體仍將自己描述為托洛茨基主義者，並自視為堅持了托派的傳統（儘管他們對托派有著許多不同的解釋）。

#### 斯大林主义
斯大林主义是指控制苏联和受苏联影响的共产主义国家，在苏联共产党总书记约瑟夫·斯大林统治下及其之后的共产主义理论。事实上，斯大林自己并不承认自己创立了與马克思列宁主义并列的理論分支，一直以来斯大林都自视为列宁的学生，但有些社会主义国家的政治历史学者却会用复合名词“马克思列宁斯大林主义”或「马克思/恩格斯/列宁/斯大林教导」来表明它的历史继承性。但是很多反斯大林的托洛茨基主义者们认为斯大林主义是冒用了马克思主义、马克思列宁主义作为借口的一个反革命政策，而在實際上導致社會走向極權主義。许多民主倾向的左派都认为斯大林主义根本不是共产主义或社会主义而是国家资本主义乃至“现代封建国家”。而斯大林派则自认为与列宁主义有大量共同点。斯大林激进的现代化改革也并非他本人的原创，它们主要是列宁战时共产主义的改革和发展。该政策主要特点在于大规模实施国有化，从农村强制征收谷物和粗放式的劳动指挥。劳动纪律十分严格，迟到和缺勤都将会遭受严厉的处罚。并且， 斯大林突出了农民阶级的重要性（如中国）。其经济政策也使得苏联在20世纪30年代快速完成了工业化。

#### 霍查主义
霍查主义是指阿尔巴尼亚劳动党第一书记恩维尔·霍查的思想和实践。霍查在阿尔巴尼亚通过高度集权的方式进行社会主义经济和文化改造，将一个封建的、以宗族为基础的落后农业国强制转变为一个现代化的工业国家，并用强硬手段消灭了宗教，使阿尔巴尼亚被称之为“欧洲的一盏伟大的社会主义的明灯”。霍查以“真正的斯大林主义者”自居，强烈谴责毛泽东的“三个世界”理论是修正主义，认为毛泽东思想是农民的民粹主义思想而非无产阶级革命思想，正是其农业民粹主义导致了文化大革命和红色高棉的罪行。

#### 铁托主义
铁托在南斯拉夫采用较温和的分权模式治理国家。南斯拉夫较早地与苏联决裂，实行介于市场经济和计划经济之间的经济模式，实行工人自治，由工人委员会管理工厂和企业。

### 欧美
诞生于欧美国家的其他共产主义流派有卢森堡主义、德莱昂主义、工团共产主义、左翼共产主义、自治主义、欧洲共产主义等。其中一些反对列宁主义的共产主义者有时也自称自由意志马克思主义者。

#### 卢森堡主义
虽然罗莎·卢森堡是马克思主义史上很重要的人物，但卢森堡主义一词使用较少。卢森堡主义既反对伯恩施坦和考茨基对马克思主义的修正，也反对列宁主义的布朗基主义和威权主义思想，并赞同自我集中制，无产阶级专政和社会主义多党制。追随者认为其是“正统马克思主义”。受卢森堡主义影响的共产主义流派有委员会共产主义和左翼共产主义。

#### 欧洲共产主义
欧洲共产主义是西欧国家的共产党在20世纪70年代提出的路线，它同时吸收了民主社会主义、社会民主主义、西方马克思主义和列宁主义中的一些思想，并联系西欧的实际情况对马克思主义进行了一定程度的修正。

### 中國
中国的共产主义革命和建设由中国共产党领导。与传统上重视工人阶级的马克思主义以及列宁主义相比，其领导人毛泽东的理论更重视发动农民（因为毛泽东以唯物辩证的方式认为中国最广大的无产阶级是农民，而数量远多于工人），比如农村包围城市、进行人民战争和自力更生。毛泽东在20世纪50年代后期、60年代发动了大跃进、人民公社和文化大革命（也称为十年浩劫）等等多次失败的运动，对中国的发展造成严重破坏。1981年6月27日中国共产党第十一届中央委员会第六次全体会议的《关于建国以来党的若干历史问题的决议》中对一些重要的历史人物（包括毛泽东）的功过得失作出了官方评价，认为毛泽东在文革与先前的一段期间犯了严重错误。改革开放后，邓小平对毛泽东的许多政策及思想进行了修正，由此逐渐形成了中国特色社会主义理论体系。

### 拉丁美洲
在拉丁美洲（主要是古巴），产生了格瓦拉主义、卡斯特罗主义。古巴在苏联模式下也吸收了一些左翼激进主义的成分，建立了完整的社会福利体系。

### 其它
此外还有一些马克思主义的共产主义流派（如赫鲁晓夫主义、卡达尔主义、胡萨克主义、胡志明思想等）以及非马克思主义的共产主义流派（如基督教共产主义、无政府共产主义等）。

## 現存共产党法定执政國家

現存共产主义國家

當前由共产党长期執政的國家包括中華人民共和國、越南社會主義共和國、老撾人民民主共和國、古巴共和國。朝鲜民主主義人民共和國虽为劳动党一党专政，但其不再将马克思主义作为指导思想，而是以金日成金正日主義為唯一指導思想。現存的社会主义國家目前都有階級、政黨、警察和軍隊存在，以保證生產資料的生產、使用、收益和處分，因此按共產主義理論，这四国普遍认为仍然處於前社會主义甚至国家资本主义阶段。

## 争议

### 名词的滥用
在冷战时期，美国等资本主义阵营国家用“共产主义国家（communist state）”来称呼苏联和其他社会主义阵营国家。但社会主义阵营国家認為按照马克思列宁主义理论来说，在共产主义社会中并不存在“国家”这一概念，且马列主义者认为，共产主义是社会主义发展的最终阶段，即社会主义阶段是由资本主义社会过渡到共产主义社会中间的一个过渡阶段，由於当时的社会主义阵营国家（例如苏联）都尚未进入共产主义阶段，所以严格上来说并不能用“共产主义国家”这一名词来称呼社会主义阵营的国家。

### 自由、乌托邦与强制
社会民主主义学者秦晖认为，共产主义是争议性很大的学说，支持者强调其正义性和正确性，反对者则批评它是乌托邦从而造成了20世纪的灾难因此是邪恶的。不妨先假定共产主义就是乌托邦。“乌托邦”无非是不能实现之事，并不等于灾难和极权主义。“乌托邦”不可怕，可怕的是强制。把自己的乌托邦理想强加于别人的身上，是极权主义的做法；不允许别人有乌托邦理想，也是极权主义的做法；前者造成红色恐怖，后者造成白色恐怖。不论是以“共产主义者”自居的亲苏分子，还是反共主义者，都只顾及了自己的意志而无视了他人的自由。
告别乌托邦往往很容易，走出强制却非常困难。为“理想”而强制的可能变少，为私利而强制的却很多；倚仗强权“化私为公”的会变少，倚仗强权“化公为私”的却会变多。而告别强制则需要制约权力。一种政治理想是否为乌托邦不是首要问题，其关键在于是否尊重个体的自我意愿。造成苏东国家灾难的，是由于其一党专政、集中制、中央计划经济、强制集体化，而并非因为乌托邦理想。而只要“有乌托邦而无强制”，在成熟民主社会中，乌托邦就能通过对现实的批判而促进现实社会的进步。
许多马克思主义者认为，这个论点极大程度忽视了巴黎公社和苏联的建立论证了共产主义第一阶段的存在性（即马克思提及的历史唯物主义），也忽略了修正主义的存在和阻碍修正主义出现的批判思想的存在（列宁提过的批判批判再团结）还有关于阶级斗争的论点。

### 谴责
從二十世紀的東歐至現有的共產主義國家，许多共产主义政权遭遇了其大规模侵犯人权的指控。根据《共產主義黑皮書》编者斯特凡·库尔图瓦的估计，全世界因为共产主义而死亡的人数，在八千五百万人至一亿人之间。2006年欧洲委员会议员大会在法国斯特拉斯堡表决《国际社会谴责极权共产政权的必要性》决议，该决议表示“对极权共产主义大规模违反人权的谴责以及表示对受害者的同情、理解和认定”。此决议在投票阶段中获99票赞同，42票反对，12票弃权，另有164名代表未列席。此后，捷克前总统瓦茨拉夫·哈维尔和后来担任德国总统的约阿希姆·高克提出《关于欧洲良知和谴责共产主义罪行布拉格宣言》，作为响应欧洲议会设立了欧洲斯大林主义和纳粹主义受害人纪念日。美國總統唐纳德·特朗普譴責称“几乎所有的社会主义或共产主义都经过了尝试，它导致了苦难、腐败和腐朽。社会主义对权力的渴望导致扩张、侵略和压迫。世界上所有国家都应该抵制社会主义及其给每个人带来的苦难。” 2018年，当时的德国总统施泰因迈尔访问中国，在他的四川大学发表演讲中提醒中国年轻人，马克思主义曾经为德国和东欧带来浩劫。

## 延伸阅读
[在维基数据编辑]
 《共產主義的ABC》